# Las Machorras
Las Machorras es una localidad perteneciente a la provincia de Burgos, situada en el extremo norte de esta lindando con Cantabria y el País Vasco. Pueblo tradicional de pasiegos (llamados así a los habitantes residentes en la Pasieguería). Perteneciente al municipio de Espinosa de los Monteros, lugar que ocuparon los Monteros (guardia real).
Esta pequeña localidad burgalesa sigue de patrona a la Virgen de las nieves el 5 de agosto, celebrando danzas tradicionales y deportes autóctonos rurales.

## Geografía
Las Machorras es un pueblo situado en el extremo norte de la Provincia de Burgos, cercano a la Comunidad Cántabra por el norte y al País Vasco por el este. También cuenta con varios puertos de montaña a sus alrededores como el Puerto de Lunada, el Puerto de la Sía, el Puerto de los Tornos o el Puerto del Escudo. El único río que atraviesa Las Machorras es el río Trueba compartido con otros pueblos de la zona.

## Municipio
Las Machorras se cuenta como una de las pedanías del municipio de Espinosa de Los Monteros, que se localiza en el extremo norte de la provincia de Burgos. 6 km separan el municipio de Las Machorras. Destacan las siguientes localidades desde las cuales se puede acceder al municipio: Villarcayo, Medina de Pomar, Soncillo y Villasana de Mena.

### Núcleos de población
Cuenta con los siguientes núcleos de población:
| - Río de la Sía: - La Sequía - Pradomonte - El Hoyo - La Barcenilla - El Guero - La Terrera - San Bartolomé - Las Vegas - La Perrera | - Río de Lunada: - Lunada - Hoyo del Mulo - El Bernacho - Valnera - Tramasquera - Arredondo - La Reguera - Porzurbia - El Cuadradal | - Río Trueba: - Pardo - El Horno - La Romera - La Espina - Fuente Cornejo - Gusmor - Las Hoyas - La Unguera - Rando - Fuenterrabiosa - Jarrutias - Salcedillo | - Rioseco: - Callijuelas - Montiyuelos - Seldondiego - Castríos - Lancera - La Sanceda - El Bordillo - La Empresa - Las Iriadas - La Reñada - Las Vegas - Bustrolama - Torme |  |

## Demografía
Evolución de la población
| Gráfica de evolución demográfica de Las Machorras entre 2000 y 2017 |
|                                                                     |
| Población de derecho (2000-2017) según el padrón municipal del INE  |

## Historia
En el año 1011 es cuando el Conde Sancho García de Castilla realiza la donación de gran parte de este territorio al Monasterio de San Salvador de Oña. Este privilegio también incluía el derecho al uso de sesteaderos y pastizales para los ganados del clero, la nobleza y de los Monteros Reales residentes en Espinosa de los Monteros. Esta donación fue el factor de arranque del modelo de ocupación pasiego puesto que los pastores enviados desde la localidad de Oña optaron por instalarse en estos valles y abandonar el nomadismo. Desde ese momento, Las Machorras es un punto de referencia para el mundo pasiego de ambas vertientes de la Cordillera Cantábrica.

## Cultura

### Fiestas populares
Las fiestas populares de Las Machorras tienen lugar el 5 de agosto, día en el que se celebra la festividad de las Nieves. Constituyen una de las fiestas más grandes de la zona, a la que acuden personas de todos los pueblos vecinos. Las fiestas comienzan con la tradición de plantar la Maya. La maya es un poste escogido de la zona, que se introduce en un agujero en el suelo con la ayuda de numerosos cordeles. Se colocan también unas cuñas de madera para que el poste se sujete bien al suelo. Previamente se han colocado la bandera y el adorno en lo alto del poste. Se considera este acto como el chupinazo de las fiestas. Numerosas son las actividades que tienen lugar en estas fiestas. Algo muy característico es la aparición del "Bobo de Las Machorras". Se trata de un vecino del pueblo, que se viste llamativamente y es portador de unas enormes tenazas negras. Su papel en las fiestas es divertir a los niños y recitar en un acto poético anual una serie de coplas acompañado de música folklórica y danzas regionales. Las coplas recitadas son verdaderamente originales y están directamente relacionadas con los sucesos acaecidos a lo largo del año en la zona. Las fiestas suelen terminar con una gran verbena al atardecer.

### La cabaña pasiega
La cabaña pasiega es la característica fundamental de la cultura pasiega, que se refleja en un particular paisaje salpicado de cabañas rodeadas por prados cerrados por muros de piedra. Habitualmente, cada familia pasiega disponía de dos o tres cabañas. La familia pasiega y su ganado pasaban el invierno en la cabaña con menor altitud. Llegada la primavera, se trasladaban a la casa de mayor altitud donde el ganado podía pastar libre por el prado, mientras los pasiegos segaban alternativamente sus prados y acumulaban y almacenaban hierba. En estas cabañas, son característicos los tejados de lastra a dos aguas, las solanas abiertas al valle, las escaleras de piedra o los estantes de piedra utilizados para la obtención de la mantequilla.

### Rutas y Sendas
Muchas son las rutas que cruzan estos valles además de sendas y caminos. Encontramos:
- Senda del Estraperlo y Domingo Pájaro: Senda utilizada en la posguerra para traer trigo "de estraperlo" de la meseta castellana a la montaña pasiega. El Inicio de la ruta se encuentra en la Plaza de Sancho García de Espinosa de los Monteros.
- Senda Barrios de la Sía: Ruta que discurre por el valle de la Sía recorriendo barrios pasiegos y permitiéndonos disfrutar de la arquitectura tradicional pasiega. El punto de inicio de la ruta es La Plaza de Las Machorras.
- Senda Valle de Río Seco: Sendero que discurre por el Valle de Río Seco, uno de los más desconocidos de la montaña pasiega burgalesa. El inicio de la ruta se sitúa en La Plaza de Las Machorras.
- Senda Monte La Frente: Sendero que discurre por sombríos valles hayedos, valles aislados y por las desconocidas orillas de Río Seco.
- Senda de Valdescaño: Sendero paralelo al río Trueba con vegetación de ribera y encinar mediterráneo.
- Senda Barrio de Salcedillo: Sendero que discurre por el barrio de Salcedillo, entre cabañas pasiegas, prados de siega y los ríos Trueba y Lunada. El Inicio de la ruta se encuentra en el área recreativa de Salcedillo.
- Senda Valle del Curro: Este recorrido nos descubre valles glaciares aislados con preciosas vistas de la montaña pasiega.
- Senda Cascada Guarguero: Ruta que discurre por el valle de Trueba y nos acerca hasta la Cascada Guarguero, fantástica zona de baño.
- Senda Collado del Castro Valnera: Itinerario que nos lleva desde la Cascada Guarguero hasta el Collado del Castro Valnera. El punto de inicio de esta ruta se sitúa en la Cascada Guarguero.
- Senda Cabañas del Bernacho: Recorrido por el fondo de los valles glaciares de Lunada y del Bernacho hasta las faldas del macizo del Castro Valnera.
- Senda Valle de Lunada: Itinerario que recorre el Valle de Lunada con hermosas vistas panorámicas. El inicio de la ruta se encuentra en el área recreativa del Bernacho.

## Economía
La economía de Las Machorras ( o economía pasiega), se centró desde un principio en el aprovechamiento intensivo de la hierba para la alimentación del ganado vacuno autóctono. En consecuencia, obtenían leche de gran calidad para la obtención de mantequilla (actividad en la que se especializaron los pasiegos), queso y sobaos.

## Gastronomía
Las Machorras destaca por su variedad de productos gastronómicos, sobre todo por los elaborados con productos de la tierra, que son especialmente deliciosos. Entre ellos encontramos el típico Sobao de Las nieves, que se caracteriza por ser un sobao de grandes dimensiones y un delicioso sabor. Encontramos variedades de sobao como el primitivo, el antiguo y el moderno, cada uno con características diferentes. También destaca la quesada pasiega, que es una variedad de quesada típica de esta zona por su sabor.

## Estación de Esquí de Lunada
El Centro de Esquí de Lunada es una estación de esquí situada en el puerto que lleva su mismo nombre. Se encuentra a menos de 10 kilómetros de Las Machorras. Se encuentra a 1280 metros en su cota inferior y a 1450 metros en su cota superior. Dispone de varias pistas que cuentan con arrastres para disfrutar del deporte blanco adecuado para mayores y para los más pequeños.
También cuenta con un circuito de esquí de fondo para los amantes de esta modalidad desde el cual se puede acceder a un refugio de montaña recientemente construido, rodeado de un bosque de hayas. Las visitas a la estación de esquí fluctúan a la largo del año debido a las fuertes nevadas que acometen en esta zona. La cantidad de nieve registrada en pocas horas puede ser enorme, lo dificulta la realización del deporte. En algunos casos, el viento sur repercute en el estado de la nieve, haciendo que desaparezca antes y devolviendo el deporte a la estación.